# Rivoluzione popolare
Rivoluzione popolare (in tedesco Volksrevolution) fu la parola d'ordine della strategia politica nazionalpopulista adottata dal Partito Comunista di Germania (KPD) nei primi anni 1930, alla vigilia della caduta della Repubblica di Weimar a causa della conquista del potere da parte del Partito Nazionalsocialista Tedesco dei Lavoratori (NSDAP).
Il concetto di "rivoluzione popolare" era un tentativo di estendere l'influenza comunista ai gruppi sociali presso i quali i nazionalsocialisti erano elettoralmente più forti e i comunisti più deboli: rurali, colletti bianchi e dipendenti pubblici. Aveva il duplice scopo di conquistare la classe media al comunismo e di evitare un ulteriore avanzamento del nazionalsocialismo nella classe operaia, obiettivi perseguiti dal KPD fin dai primi anni 1920.
La formula fu criticata da Lev Trockij, che la ritenne in contrasto con il concetto marxista di rivoluzione proletaria.

## La "rivoluzione popolare" secondo Thälmann
Il concetto di "rivoluzione popolare" era strettamente associato alla Dichiarazione programmatica per la liberazione nazionale e sociale del popolo tedesco dell'agosto 1930, ponendo anch'esso l'accento sul popolo (Volk) della Germania piuttosto che sui lavoratori tedeschi o sul proletariato internazionale.
Dopo averla concordata con Iosif Stalin nel dicembre 1930, il presidente del KPD Ernst Thälmann espose tale linea nel discorso pronunciato dinanzi all'adunanza plenaria del Comitato centrale del partito tenutasi a Berlino il 15-17 gennaio 1931, poi pubblicato con il titolo Volksrevolution über Deutschland (Rivoluzione popolare sulla Germania). In un articolo pubblicato nello stesso mese sull'Internationale Presse-Korrespondenz (Inprekorr), Thälmann affermò:
Thälmann ribadì il concetto nella relazione presentata all'XI Plenum del Comitato esecutivo dell'Internazionale Comunista (CEIC), riunitosi a Mosca nel marzo-aprile 1931.

## Valutazioni critiche
Lev Trockij, capo dell'Opposizione di sinistra internazionale, giudicò l'adozione della parola d'ordine "rivoluzione popolare" in luogo di "rivoluzione proletaria" una contraffazione del marxismo per tentare una concorrenza con il nazionalsocialismo nel suo stesso campo. Trockij evidenziò che si trattava dello stesso slogan adoperato dal nazionalsocialista fuoriuscito dall'NSDAP Otto Strasser. Secondo Trockij lo stesso concetto di popolo rappresentava una «struttura gerarchica borghese».

## Eventi successivi
Dopo l'affermazione dell'NSDAP come primo partito alle elezioni del luglio 1932 e la riunione del XII Plenum del CEIC in agosto, la terza conferenza del KPD che si tenne in ottobre decise un mutamento di linea politica. La responsabilità delle sconfitte comuniste fu attribuita alla corrente di Heinz Neumann, mentre la direzione del partito fu rinsaldata intorno a Thälmann. A Neumann furono tra l'altro addebitate un'erronea applicazione della linea della "rivoluzione popolare" e un'eccessiva enfasi sulla necessità di attrarre gli elettori piccolo borghesi dei nazisti facendo leva sui loro sentimenti nazionalisti. La storiografia considera Neumann un capro espiatorio di errori condivisi con l'intera direzione del partito, il Comintern e Stalin, rilevando che Thälmann aveva insistito allo stesso modo sullo slogan della "rivoluzione popolare" e sulla propaganda nazionalista.